# Kajakverein Klagenfurt
Der Kajakverein Klagenfurt ist ein Kanusportverein in Klagenfurt.
Der Verein wurde 1936 gegründet. Sein Vereinsheim liegt am Lendkanal, der den Wörthersee als Trainingsgewässer eröffnet. Als Wildwassertrainingsstätte unterhält der Verein einen Parkour an der Gurk nahe der Brücke der Packer Straße⊙.

## Sportler
Der Verein brachte folgende Olympiateilnehmer und WM-Medaillengewinner hervor:

### Olympiateilnehmer
- Norbert Sattler (Silber, Slalom K1 1972)[4]
- Helmar Steindl–Heimo Müllneritsch (Slalom C2 1972)[5]
- Barbara Sattler (Slalom K1 1972)[6]
- Horst Pock (Slalom K1 1992)[7]

### WM-Medaillengewinner
- Norbert Sattler (1. Slalom K1 1971 & 1973)[4]
- Peter Fauster (1. Slalom K1 1979)[8]
- Petra Schlitzer (2. Flachwasser K2 2005 mit Viktoria Schwarz)[9]
- Julia Schmid (3. Slalom K1 2005)[10]

## Belege
1. ↑  Timo ist auf den Spuren der Legenden - Klagenfurt. In: meinbezirk.at. Abgerufen am 4. Januar 2019.
2. 1 2  Kajakverein Klagenfurt – Vereinsgeschichte. In: kajakverein-klagenfurt.at. Abgerufen am 4. Januar 2019.
3. ↑  Wildwasserslalom bei Gurkerbrücke. In: mein-klagenfurt.at. Abgerufen am 4. Januar 2019.
4. 1 2  Norbert SATTLER (AUT). In: canoeslalom.net. Markus Flechtner, abgerufen am 4. Januar 2019.
5. ↑  Helmar STEINDL (AUT). In: canoeslalom.net. Markus Flechtner, abgerufen am 4. Januar 2019.
6. ↑  Barbara SATTLER (AUT). In: canoeslalom.net. Markus Flechtner, abgerufen am 4. Januar 2019.
7. ↑  Horst POCK (AUT). In: canoeslalom.net. Markus Flechtner, abgerufen am 4. Januar 2019.
8. ↑  Peter FAUSTER (AUT). In: canoeslalom.net. Markus Flechtner, abgerufen am 4. Januar 2019.
9. ↑  - Kanu-Weltmeisterschaft in Zagreb: Kajak-WM-Silber für • NEWS.AT. In: news.at. Abgerufen am 4. Januar 2019.
10. ↑  Julia SCHMID (AUT). In: canoeslalom.net. Markus Flechtner, abgerufen am 4. Januar 2019.

Koordinaten: 46° 37′ 2,4″ N, 14° 15′ 30,9″ O